# Peleteria riwogeensis
Peleteria riwogeensis är en tvåvingeart som beskrevs av Chao och Shi 1982. Peleteria riwogeensis ingår i släktet Peleteria och familjen parasitflugor. Inga underarter finns listade i Catalogue of Life.